# 天主教百科全書
《天主教百科全書》（The Catholic Encyclopedia: An International Work of Reference on the Constitution, Doctrine, Discipline, and History of the Catholic Church）或稱舊天主教百科全書（Old Catholic Encyclopedia）或原天主教百科全書（Original Catholic Encyclopedia）是在美國出版的英語百科全書。第一卷完成于1907年3月，其餘三卷完成于1912年，1914年初版圖書總目。其目的是“給予讀者完整的、權威的關於天主教的相關內容、活動和教條的資訊”。
該百科全書的出版公司是1905年2月成立於紐約的專為出版此百科全書而設立的羅伯特·阿普頓公司（Robert Appleton Company），編輯部的五位成員也是董事會成員。1912年公司改名為百科全書出版公司（The Encyclopedia Press）。

## 历史
百科全書的編寫始於1905年1月11日，共有5位編寫者：
- 查尔斯·乔治·赫伯曼，纽约大学拉丁语教授和圖書館員
- 爱德华·A·佩斯，美国天主教大学哲学教授，华盛顿哥伦比亚特区
- 孔代·贝诺瓦·帕兰，编者
- 校对：托马斯·约瑟夫·沙罕，美国天主教大学天主教历史教授
- 校对：约翰·J·韦恩，耶稣会成员，The Messenger的编者